# Deutsche Dreiband-Meisterschaft 1973/74

Veranstaltungsort: Essen

Die Deutsche Dreiband-Meisterschaft 1973/74 (DDM) war die 40. Ausgabe dieser Turnierserie und fand vom 21. bis 23. September 1973 in Essen, Nordrhein-Westfalen statt.

## Modus
Die Spieler wurden in drei Gruppen à vier Spieler eingeteilt (GR). Während des gesamten Turniers wurde auf 60 Punkte mit Nachstoß gespielt. Die beiden Gruppenbesten kamen in die Zwischenrunde (ZR). Dort ergaben sich, gereiht nach Generaldurchschnitt (GD) drei Paarungen. Die beiden GD-besten Gewinner und der GD-beste Verlierer kamen dann in die Vorschlussrunde. Diese Form der Ausrichtung wird auch als „Spielmann-System“ bezeichnet. Um den 5. Platz wurde ein Platzierungsspiel ausgetragen.

### Gruppeneinteilung
| Gruppe 1           | Gruppe 2       | Gruppe 3            |
| ------------------ | -------------- | ------------------- |
| Ernst Rudolph      | Joseph Bücken  | Dieter Müller       |
| Dieter Häring      | Günter Siebert | Siegfried Spielmann |
| Jürgen Meissburger | Lutz Schwab    | Günter Schüssler    |
| Gerd Pirnay        | Hans Ehl       | Peter Donnert       |

## Turnierverlauf

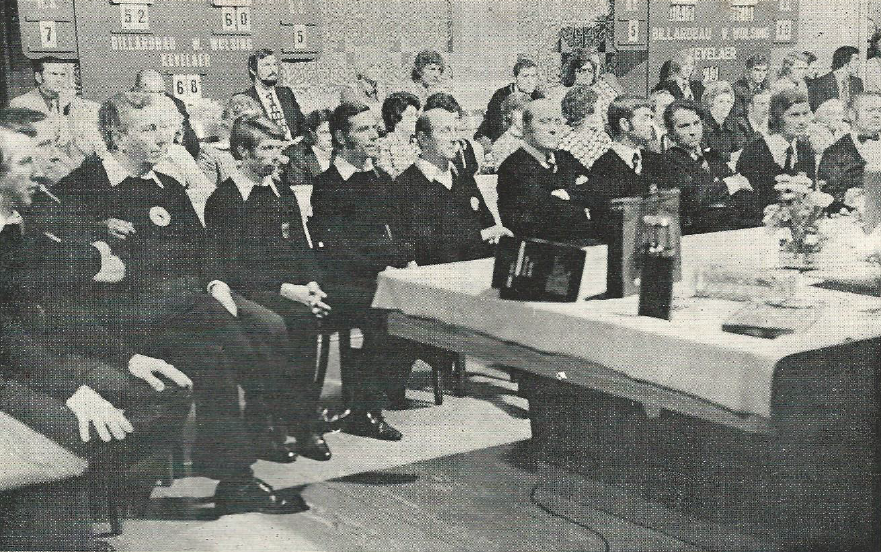
Die Teilnehmer (v. l. n. r.): Dieter Müller, Günter Siebert, Siegfried Spielmann, Joseph Bücken, Ernst Rudolph, Günter Schüssler, Hans Ehl, Dieter Häring, Gerd Pirnay und Peter Donnert. der 12. Spieler, Lutz Schwab, ganz rechts fehlt.

Zum dritten Mal nach 1937 und 1971 fand wieder eine Deutsche Meisterschaft in Essen statt. Mit 12 Spielern war das Teilnehmerfeld so groß wie nie zuvor. Als Ausrichter fungierte der heimische Club „Billardfreunde Kray-Süd 1947“. Es war das erste Mal, dass der Club diese Aufgabe übernahm. Turniere am „kleinen Brett“  wurden schon vorher ausgerichtet, aber nicht am Matchbillard. Die Aufgabe gelang und von Seiten der Offiziellen des DBB erhielten sie Lob und Anerkennung für ihre Arbeit. Erstmals wurde bei einer Deutschen Meisterschaft das neue „Spielmann-System“ erprobt. Es sollte den Turnierablauf für Spieler und Zuschauer attraktiver gestalten und auch den schwächeren Spielern eine Chance geben in den A-Kader aufzusteigen.

### Vorrunde

#### Gruppe 1
Als Top-Spieler dieser Gruppe wurde davon ausgegangen, dass der Routinier Rudolph als Gruppensieger von vornherein feststand. Doch Meissburger sollte ihn eines Besseren belehren. Nach nun 1:1 Sätzen musste der Kölner zulegen um nicht vorzeitig auszuscheiden. Die Partie gegen Häring konnte er, wenn auch mit viel Mühe, für sich entscheiden und kam eine Runde weiter, ebenso wie sein Bezwinger. Der Nachwuchsspieler Pirnay konnte zwar mithalten, musste sich aber dann im direkten GD-Vergleich Häring geschlagen geben und wurde Gruppenletzter.
| Gruppe 1 | Gruppe 1           | Gruppe 1 | Gruppe 1 | Gruppe 1 | Gruppe 1 | Gruppe 1 | Gruppe 1 |
| Platz    | Name               | MP       | Pkte     | Aufn.    | GD       | BED      | HS       |
| -------- | ------------------ | -------- | -------- | -------- | -------- | -------- | -------- |
| 1        | Ernst Rudolph      | 4:2      | 175      | 239      | 0,732    | 0,887    | 6        |
| 2        | Jürgen Meissburger | 4:2      | 174      | 242      | 0,719    | 0,967    | 7        |
| 3        | Dieter Häring      | 2:4      | 155      | 259      | 0,598    | 0,697    | 4        |
| 4        | Gerd Pirnay        | 2:4      | 160      | 270      | 0,592    | 0,618    | 6        |

#### Gruppe 2
In Gruppe 2 standen alle Signale in die Zwischenrunde auf Durchfahrt für Siebert, den Titelgewinner von 1971.  Mit Bücken gab es zwar einen Meisterschafts erfahrenen Spieler in der Gruppe, er war 1970 Dritter geworden, doch bundesweit gesehen war er eher im Mittelfeld angesiedelt. Ehl und Schwab waren Nachwuchsspieler und nahmen zum ersten Mal teil. In der ersten Partie ließ Siebert Schwab auch keine Chance und brachte seinen Sieg ungefährdet nach Hause. Im Spiel Bücken gegen Ehl sah es nach einer Überraschung aus. Ehl führte mit 16 Punkten. In einem zermürbenden Spiel gelang es Bücken dann mit Ruhe, Gelassenheit und Routine Ehl den sicher geglaubten Sieg systematisch abzunehmen. Ehl war nach diesem dreieinhalb-stündigen Match sichtlich erschöpft, konnte aber sein Spiel gegen Schwab noch sichern, ging als Gruppendritter zwar leer aus, musste sich aber nicht, wie Schwab, nachsagen lassen, dass man als Nachwuchsspieler mit einer solch schweren Disziplin überfordert gewesen zu sein schien.
| Gruppe 2 | Gruppe 2       | Gruppe 2 | Gruppe 2 | Gruppe 2 | Gruppe 2 | Gruppe 2 | Gruppe 2 |
| Platz    | Name           | MP       | Pkte     | Aufn.    | GD       | BED      | HS       |
| -------- | -------------- | -------- | -------- | -------- | -------- | -------- | -------- |
| 1        | Günter Siebert | 6:0      | 180      | 225      | 0,800    | 0,845    | 6        |
| 2        | Joseph Bücken  | 4:2      | 168      | 249      | 0,675    | 0,723    | 6        |
| 3        | Hans Ehl       | 2:4      | 160      | 258      | 0,620    | 0,722    | 5        |
| 4        | Lutz Schwab    | 0:6      | 116      | 240      | 0,483    | -        | 4        |

#### Gruppe 3
Die schwierigste Gruppe, weil durch Müller und Spielmann sehr stark besetzt, erwischte Meisterschaftsneuling und Nachwuchsspieler Peter Donnert. Schüssler, ein Berliner Vereinskamerad Müllers, machte es Spielmann aber nicht leicht. Der Frankfurter Altmeister musste sich strecken um nicht gleich schon in seiner ersten Partie mit einer Niederlage auf wackeligen Beinen in die Zwischenrunde zu gehen. Bei Müller gegen Donnert sah es nach einem klaren Ausgang des Matches aus. Doch Donnert ließ sich von den vorausgegangenen Erfolgen des Berliners gar nicht beeindrucken und setzte diesen mächtig unter Druck. Er lieferte ein eindrucksvolles Spiel ab und beherrschte Müllers Spiel. Es war David gegen Goliath und das Publikum honorierte dies entsprechend mit Begeisterungsstürmen. Donnert hatte es geschafft und zog als erster über die Ziellinie. Müller brauchte noch drei Punkte. Die ersten beiden gelangen ihm, beim Letzten wurde er sichtlich nervös ob der schwierigen Lage der Bälle. Er musste lange überlegen, fand schließlich ein passendes Dessin und erreichte noch ein Unentschieden im Nachstoß. Dieses Match schien ihm noch in den Knochen zu stecken als er gegen Spielmann antrat. Letzter brachte mit zwei Punkten, wenn auch knapp, den Sieg nach Hause und ging damit ungeschlagen in die nächste Runde. Donnert war und blieb bei diesem Turnier die Überraschung. Auch in seinen Spielen gegen Spielmann und Schüssler ließ er sich nicht abhängen und verlor diese nur mit zwei bzw. drei Punkten. Am Ende blieb er, trotz besseren Spiels, als einziger Neuling sieg- und punktelos.
| Gruppe 3 | Gruppe 3            | Gruppe 3 | Gruppe 3 | Gruppe 3 | Gruppe 3 | Gruppe 3 | Gruppe 3 |
| Platz    | Name                | MP       | Pkte     | Aufn.    | GD       | BED      | HS       |
| -------- | ------------------- | -------- | -------- | -------- | -------- | -------- | -------- |
| 1        | Siegfried Spielmann | 6:0      | 180      | 225      | 0,800    | 0,869    | 8        |
| 2        | Dieter Müller       | 3:3      | 178      | 236      | 0,754    | 0,869    | 5        |
| 3        | Günter Schüssler    | 2:4      | 158      | 236      | 0,669    | 0,612    | 8        |
| 4        | Peter Donnert       | 1:5      | 175      | 273      | 0,641    | 0,645    | 5        |

### Zwischenrunde
Nach der Vorrunde ergab sich folgendes Klassement:
1. Spielmann
2. Siebert
3. Müller
4. Rudolph
5. Meissburger
6. Bücken

Daraus ergaben sich folgende Paarungen/Partien:
| Name                | MP  | Pkte | Aufn. | GD    | BED   | HS |
| ------------------- | --- | ---- | ----- | ----- | ----- | -- |
| Spiel 1             |     |      |       |       |       |    |
| Siegfried Spielmann | 2:0 | 60   | 64    | 0,937 | 0,937 | 6  |
| Joseph Bücken       | 0:2 | 43   | 64    | 0,671 | –     | 4  |
| Spiel 2             |     |      |       |       |       |    |
| Dieter Müller       | 2:0 | 60   | 86    | 0,697 | 0,697 | 4  |
| Ernst Rudolph       | 0:2 | 57   | 86    | 0,662 | -     | 5  |
| Spiel 3             |     |      |       |       |       |    |
| Jürgen Meissburger  | 2:0 | 60   | 69    | 0,869 | 0,869 | 6  |
| Günter Siebert      | 0:2 | 44   | 69    | 0,637 | -     | 8  |

Die Sensation war perfekt. Siebert kam nur durch seinen besseren GD (incl. Vorrunde) weiter und Meissburger war damit für alle zur Gefahr geworden. Müller konnte sich in einem hart umkämpften Spiel mit drei Punkten Vorsprung in die nächste Runde retten und der Kölner Altmeister war ausgeschieden.

### Finalrunden
Gespielt wurde zunächst in den Paarungen Spielmann-Siebert und Müller-Meissburger. Der bis dahin ungeschlagene Spielmann hatte mit Sieberts Spiel anscheinend Schwierigkeiten und verlor diese Partie relativ klar. Müller hatte keine Schwierigkeiten mit seinem Gegner und stand nun mit Siebert im Finale im Kampf um die Krone. Spielmann und Meissburger spielten im kleinen Finale um den dritten Platz.
Im Kampf um die Bronzemedaille hatte Spielmann zu alter Spielstärke zurückgefunden, zeigte in gewohnter Manier die Kunst des Dreibandspiels, Meissburger hatte im Verlauf des Turniers seinen Elan eingebüßt und besaß nicht mehr den Elan aus der Vorrunde und so siegte Spielmann souverän mit 60:49 in 64 Aufnahmen.
Im großen Finale schien Müller anfänglich völlig aus dem Stoß geraten zu sein, aber Siebert, abwartend, nutzte seine Chancen nicht. Der Berliner spielte dann unter anderem die Turnierhöchstserie von 10 und überließ Siebert keine Gewinnchance mehr. Am Ende der Partie hieß es 60:47 in 70 Aufnahmen. Es war Dieter Müllers erster Titel bei diesen Deutschen Meisterschaften.
|  | Halbfinale          | Halbfinale | Halbfinale | Halbfinale | Halbfinale | Halbfinale |                |               | Finale | Finale | Finale | Finale | Finale | Finale |
|  |                     |            |            |            |            |            |                |               |        |        |        |        |        |        |
|  |                     | MP         | Pkte       | Auf.       | ED         | HS         |                |               |        |        |        |        |        |        |
|  |                     | MP         | Pkte       | Auf.       | ED         | HS         |                |               |        |        |        |        |        |        |
|  | Günter Siebert      | 2          | 60         | 74         | 0,810      | 4          |                |               |        |        |        |        |        |        |
|  | Günter Siebert      | 2          | 60         | 74         | 0,810      | 4          |                | MP            | Pkte   | Auf.   | ED     | HS     |        |        |
|  | Siegfried Spielmann | 0          | 50         | 74         | 0,675      | 5          |                | MP            | Pkte   | Auf.   | ED     | HS     |        |        |
|  | Siegfried Spielmann | 0          | 50         | 74         | 0,675      | 5          | Günter Siebert | 0             | 47     | 70     | 0,671  | 5      |        |        |
|  |                     | MP         | Pkte       | Auf.       | ED         | HS         | Günter Siebert | 0             | 47     | 70     | 0,671  | 5      |        |        |
|  |                     | MP         | Pkte       | Auf.       | ED         | HS         |                | Dieter Müller | 2      | 60     | 70     | 0,857  | 10     |        |
|  | Dieter Müller       | 2          | 60         | 72         | 0,833      | 5          |                | Dieter Müller | 2      | 60     | 70     | 0,857  | 10     |        |
|  | Dieter Müller       | 2          | 60         | 72         | 0,833      | 5          |                |               |        |        |        |        |        |        |
|  | Jürgen Meissburger  | 0          | 50         | 72         | 0,694      | 5          |                |               |        |        |        |        |        |        |
|  | Jürgen Meissburger  | 0          | 50         | 72         | 0,694      | 5          |                |               |        |        |        |        |        |        |

|  | Spiel um Platz 3 |                     |                 |
|  |                  |                     |                 |
|  |                  |                     |                 |
|  |                  | Siegfried Spielmann | 2/60/64/0,937/5 |
|  |                  | Jürgen Meissburger  | 0/49/64/0,765/6 |

## Abschlusstabelle
| MP    | Match Points (Sieger = 2; Unentschieden = 1; Verlierer = 0) |
| Pkte. | Erzielte Karambolagen                                       |
| Aufn. | Benötigte Versuche                                          |
| GD    | Generaldurchschnitt                                         |
| BED   | Bester Einzeldurchschnitt eines Spielers                    |
| HS    | Höchstserie                                                 |
|       | Bester GD des Turniers                                      |
|       | Bester ED des Turniers                                      |
|       | Beste HS des Turniers                                       |
|       | 1. Platz (Gold)                                             |
|       | 2. Platz (Silber)                                           |
|       | 3. Platz (Bronze)                                           |

| Endklassement              | Endklassement | Endklassement                    | Endklassement | Endklassement | Endklassement | Endklassement | Endklassement | Endklassement |
| Runde                      | Platz         | Name                             | MP            | Pkte          | Aufn.         | GD            | BED           | HS            |
| -------------------------- | ------------- | -------------------------------- | ------------- | ------------- | ------------- | ------------- | ------------- | ------------- |
| Finale                     | 1             | Dieter Müller (Berlin)           | 9:3           | 358           | 464           | 0,771         | 0,869         | 10            |
| Finale                     | 2             | Günter Siebert (Altenessen)      | 8:4           | 331           | 438           | 0,755         | 0,845         | 7             |
| Spiel um Platz 3           | 3             | Siegfried Spielmann (Düsseldorf) | 10:2          | 350           | 427           | 0,819         | 0,937         | 8             |
| Spiel um Platz 3           | 4             | Jürgen Meissburger (Dortmund)    | 6:6           | 333           | 447           | 0,744         | 0,967         | 7             |
| Zwischen- Runde            | 5             | Joseph Bücken (Aachen)           | 6:4           | 271           | 381           | 0,711         | 0,882         | 6             |
| Zwischen- Runde            | 6             | Ernst Rudolph (Köln)             | 4:6           | 284           | 393           | 0,722         | 0,689         | 7             |
| Vor- Runde                 | 7             | Günter Schüssler (Düsseldorf)    | 2:4           | 158           | 236           | 0,669         | 0,612         | 8             |
| Vor- Runde                 | 8             | Hans Ehl (Sterkrade)             | 2:4           | 160           | 258           | 0,620         | 0,722         | 5             |
| Vor- Runde                 | 9             | Dieter Häring (Berlin)           | 2:4           | 155           | 259           | 0,598         | 0,697         | 4             |
| Vor- Runde                 | 10            | Gerd Pirnay (Aachen)             | 2:4           | 160           | 270           | 0,592         | 0,618         | 6             |
| Vor- Runde                 | 11            | Peter Donnert (Saarlouis)        | 1:5           | 175           | 273           | 0,641         | 0,645         | 5             |
| Vor- Runde                 | 12            | Lutz Schwab (Zweibrücken)        | 0:6           | 116           | 240           | 0,483         | –             | 4             |
| Turnierdurchschnitt: 0,697 |               |                                  |               |               |               |               |               |               |